# Kamenec u Poličky
Kamenec u Poličky là một làng thuộc huyện Svitavy, vùng Pardubický, Cộng hòa Séc.